# Куцан Андрій Володимирович
Андрі́й Володи́мирович Куцан (26 жовтня 1933, с. Микулинці Теребовлянського району — 3 жовтня 2023, Мюнхен) — адміністратор Українського інституту освітньої політики, ФРН.

## Життєпис
Народився в сільській родині, батьки — Володимир та Олена, з дому Чарнецька. Родина мала половину хати, критої соломою. 1939 року пішов до місцевої української школи, де встиг закінчити 4 класи. Родина покинула Микулинці 14 березня 1944 року, втікаючи від більшовиків. Третій, четвертий та п'ятий класи української гімназії закінчив у Берхтесґадені, шостий та сьомий — у Шляйсгаймі, а закінчив гімназію (8-й та 9-й класи) вже у Людвіґсфельді поблизу Мюнхена 25 червня 1955 року.
У Мюнхені зустрівся зі Степаном Бандерою, а також вступив до ОУН. Був провідником куреня у Пласті. Навчився англійської мови, працюючи у вартівничих сотнях. У 1957—1960 студіював економіку в Мадриді, пізніше богослов'я в Римі, здобувши бакалаврат, а пізніше, в Інсбруку, завершив теологію в 1970 р. Після того одружився з дочкою Степана Бандери Наталкою Бандерою, яка на той час студіювала в Женеві. Мали двоє дітей — Софію і Ореста. Працював програмістом на підприємстві Мессершмітт-Бьольков-Бльом (нім. Messerschmitt-Bölkow-Blohm) протягом 22 років. Дружина захворіла на рак і померла 1985 р.
2009 року представляв на установчому зібранні Українське товариство «Рідна школа» та Українську суботню школу Товариства «Рідна школа».
Помер 3 жовтня 2023 року в Мюнхені.

## Нагороди
- Відзнака Президента України — ювілейна медаль «25 років незалежності України» (22 серпня 2016) — за вагомий особистий внесок у зміцнення міжнародного авторитету Української держави, популяризацію її історичної спадщини і сучасних надбань та з нагоди 25-ї річниці незалежності України[3]